# West Mesa-morden
West Mesa-morden syftar på det förmodade mordet på elva kvinnor som var nedgrävna i West Mesa, New Mexico, USA, 2009. Inga misstänkta har ännu identifierats, men en seriemördare tros ligga bakom morden. En belöning på upp till 100 000 dollar har utlovats för information som leder till ett gripande.